# 靖安乡 (开江县)
靖安乡，是中华人民共和国四川省达州市开江县曾经下辖的一个乡。2019年12月，撤销靖安乡，将其所属行政区域划归任市镇管辖。

## 行政区划
靖安乡撤销前下辖以下地区：
靖安社区、竹溪村、清泉寨村、高洞村、响滩桥村、青沙村、伏龙寺村、荷叶坝村和杨柳沟村。